# École nationale supérieure des arts et techniques du théâtre
L'École nationale supérieure des arts et techniques du théâtre (scuola nazionale superiore di arte e tecnica del teatro ENSATT), detta anche École de la rue Blanche, è un centro di formazione professionale dello spettacolo francese.

## Storia
Fondata a Parigi nell'immediato dopoguerra, viene trasferita nella città di Lione nel 1997.